# Lâu đài Friedrichshof

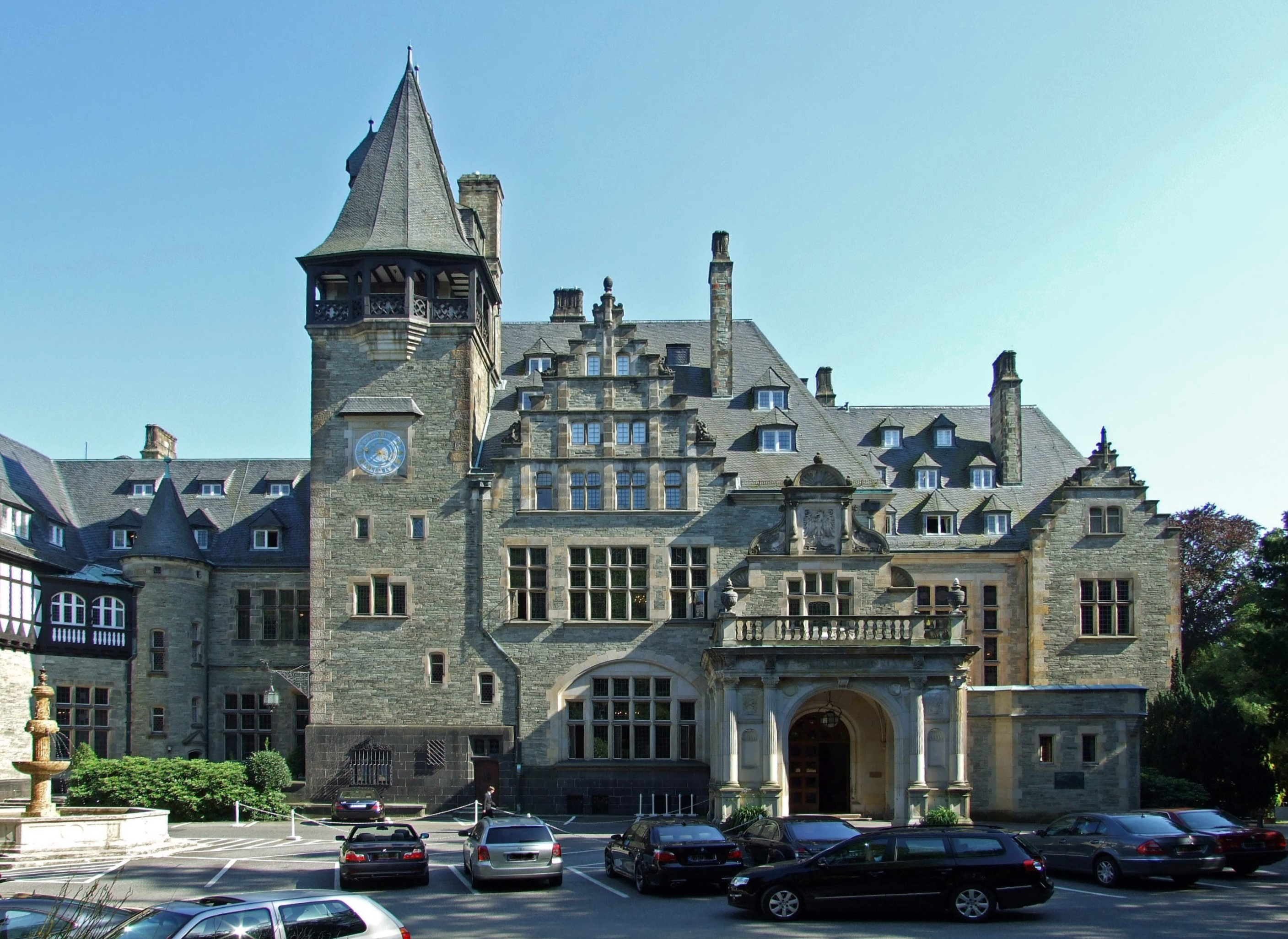
Cánh dành cho chủ của lâu đài Friedrichshof, bây giờ được dùng là „Schlosshotel Kronberg"

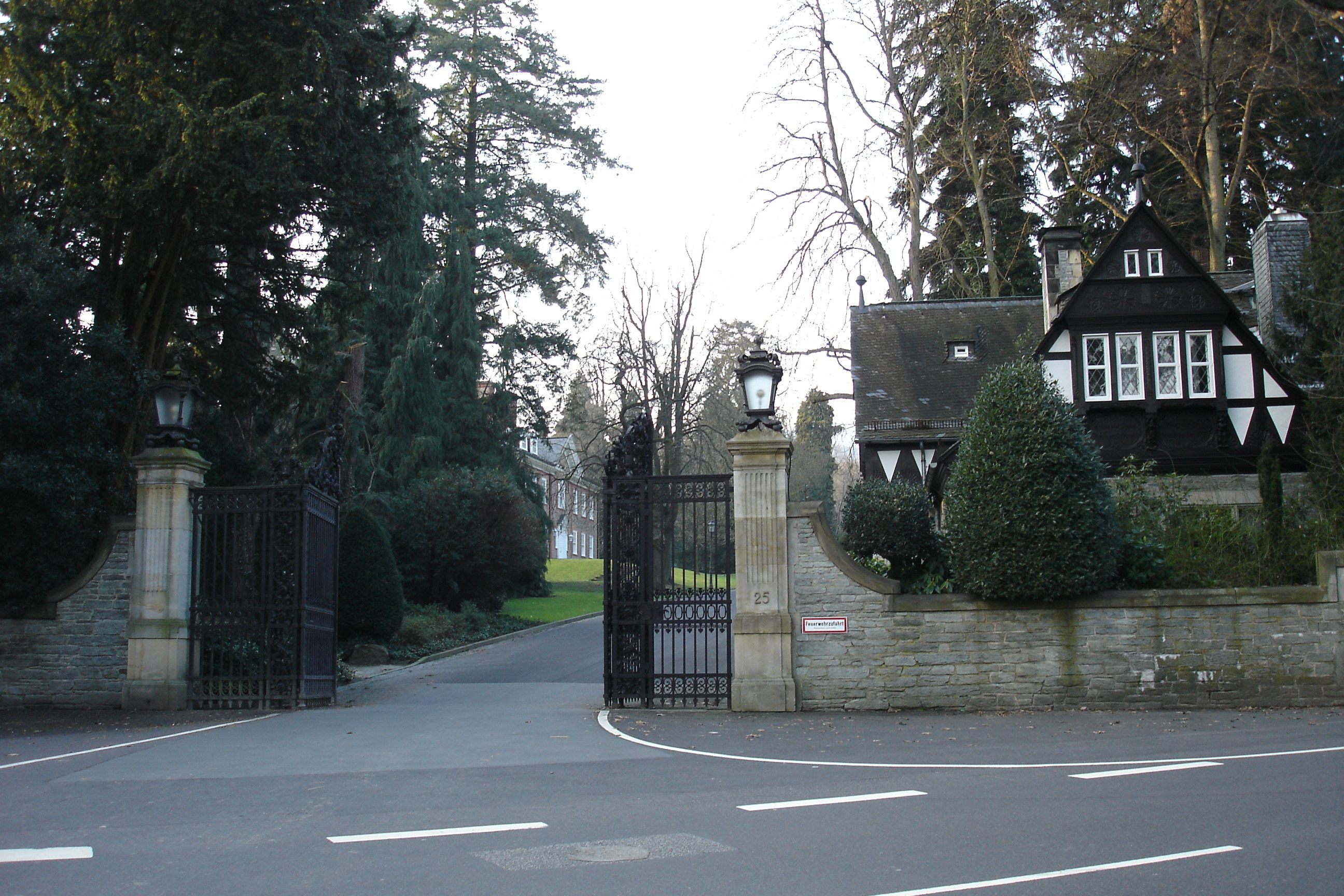
Cổng chính vào công viên lâu đài với nhà cho người gác cổng

Lâu đài Friedrichshof trước đây là nơi cư trú của Hoàng thái hậu Đức Viktoria ở Kronberg im Taunus. Từ 1954 nó được dùng làm khách sạn lâu đài Kronberg.

## Lịch sử và kiến trúc
Lâu đài Friedrichshof được xây từ 1889 tới 1893/94 làm chỗ cư ngụ ở Kronberg im Taunus cho góa phụ của hoàng đế Đức Friedrich III, 
hoàng hậu Viktoria – một công chúa người Anh– theo kiểu Tudor Tân Gotik, đặt tên theo người chồng quá cố.
Tòa nhà được dùng để gợi ý cho một số biệt thự cao cấp ở Đức. Phong tục ở Anh của một lâu đài hoặc dinh thự thường được chia thành cánh nhà cho chủ cư trú và cánh cho những người tôi tớ làm việc và về bố trí không gian và thiết kế của một đại sảnh Anh có thể lấy đây làm một ví dụ điển hình để nghiên cứu.

### Lịch sử của dự án xây dựng
Vị nữ hoàng đế mua vào ngày 28 Tháng 9 năm 1888 khoảng 25 hecta đất, trong đó có Villa Schönbusch được xây trước đây chỉ có 12 năm từ những người thừa kế của một người kinh doanh ngân hàng ở Frankfurt, buôn trà và công dân danh dự của thành phố Kronberg, Jacques Reiss, chết 1887 và mở rộng nó qua nhiều mua lại khác. Bà tài trợ nó chủ yếu là từ một di sản năm triệu franc Pháp, mà nữ công tước xứ Galliera đã để lại trong năm 1888. Thiết kế được đảm nhiệm bởi Ernst Ihne từ Berlin, sau này trở thành kiến trúc sư hoàng gia, phối hợp kiến trúc Phục hưng Đức và Ý với Tudor-Gotik của Anh cùng với kiểu nhà khung gỗ của Hesen và Franken. Trước khi bắt đầu dự án, Ernst Ihne, lớn lên ở Anh, đã thực hiện vài chuyến nghiên cứu đến Đức và Anh để sưu tầm ý tưởng (bao gồm cả lâu đài Phổ-Hessen ở Rauischholzhausen gần Marburg và lâu đài hoàng gia Sandringham House ở hạt Norfolk.